# Energy Valley
Energy Valley is het platform waaronder de drie noordelijke provincies (Groningen, Friesland en Drenthe) en de kop van Noord-Holland samenwerken om een meer duurzame energievoorziening te krijgen.
Ze werkt hierin samen met partners in het onderwijs (waaronder Rijksuniversiteit Groningen, Hanzehogeschool), energieproducten (Gasunie, GasTerra) en andere bedrijven.